# Fikri Elma
Fikri Elma (* 1. Januar 1934 in Ankara; † 15. November 1999 ebenda) war ein türkischer Fußballspieler.

## Spielerkarriere
Elma spielte in seiner gesamten Karriere nur für Ankara Demirspor. In 12 Jahren seiner Karriere erzielte der Stürmer in 303 Ligaeinsätzen 136 Tore und ist auf dem 11. Platz der erfolgreichsten Torschützen der Süper Lig. Außerdem wurde er mit 21 Toren, in der Saison 1961/62, Torschützenkönig der 1. türkischen Liga. Obwohl es die vierte Saison der türkischen Liga war, war Fikri Elma erst der zweite Torschützenkönig überhaupt. Die ersten drei Jahre wurde Metin Oktay Torschützenkönig. Dieser spielte in der Saison 1961/62 in Italien für US Palermo. 
In der darauffolgenden Spielzeit erzielte Elma mit 24 Toren mehr als zuvor, jedoch spielte Metin Oktay wieder für Galatasaray Istanbul und machte in derselben Saison 38 Tore. Trotz seiner kontinuierlichen Toren kam er nie für die Türkei zum Einsatz. 
Nach seiner aktiven Laufbahn wurde es ruhig um den Stürmer. Vor seinem Tod war er im Vorstand von Gençlerbirliği Ankara tätig. Fikri Elma starb am 15. November 1999.

## Erfolge
Mit der Türkischen U-18-Nationalmannschaft
- Dritter des UEFA-Juniorenturniers: 1953

Individuell
- Torschützenkönig der Süper Lig: 1961/62
- 100er-Klub-Mitglied der Süper Lig